# Las Lajas (kanton)
Las Lajas – kanton w Ekwadorze, w prowincji El Oro. Stolicą kantonu jest La Victoria.